# Parabambusicolaceae
Parabambusicolaceae is een familie van de  Ascomyceten. Het typegeslacht is Parabambusicola.

## Geslachten
De familie bevat de volgende geslachten:
- Aquastroma
- Lonicericola
- Multilocularia
- Multiseptospora
- Neoaquastroma
- Parabambusicola
- Paramonodictys
- Paratrimmatostroma